# That's What I Said
That's What I Said è un singolo della rapper statunitense Bhad Bhabie, pubblicato il 22 aprile 2020.

## Tracce
1. That's What I Said – 1:32